# Витри-ле-Франсуа (округ)
Витри-ле-Франсуа (фр. Vitry-le-François) — округ (фр. Arrondissement) во Франции, один из округов в регионе Шампань-Арденны. Департамент округа — Марна. Супрефектура — Витри-ле-Франсуа.
Население округа на 2006 год составляло 48 318 человек. Плотность населения составляет 32 чел./км². Площадь округа составляет всего 1504 км².